# Luciana Lamorgese
Luciana Lamorgese (ur. 11 września 1953 w Potenzy) – włoska prawniczka i urzędniczka państwowa, prefekt Wenecji i Mediolanu, w latach 2019–2022 minister spraw wewnętrznych.

## Życiorys
Ukończyła studia prawnicze, uzyskała uprawnienia adwokata. Od 1979 związana zawodowo z administracją państwową. W 1994 uzyskała rangę urzędniczą zastępcy prefekta, a w 2003 została prefektem. Obejmowała wyższe stanowiska urzędnicze. W latach 2010–2012 była prefektem Wenecji, od 2017 do 2018 pełniła tożsamą funkcję w Mediolanie. W latach 2013–2017 była szefem gabinetu politycznego ministra spraw wewnętrznych, gdy resortem tym kierował Angelino Alfano. W 2018 weszła w skład Rady Stanu.
5 września 2019 objęła stanowisko ministra spraw wewnętrznych w nowo powołanym drugim rządzie Giuseppe Contego. Pozostała na tej funkcji również w utworzonym 13 lutego 2021 gabinecie Maria Draghiego. Urząd ministra sprawowała do października 2022.